# Wiktor Kossakowski
Wiktor Aleksandrowicz Kossakowski, ros. Виктор Александрович Косаковский (ur. 19 lipca 1961 w Leningradzie) – rosyjski reżyser, scenarzysta, operator, montażysta i producent filmowy. Autor wielokrotnie nagradzanych filmów dokumentalnych.
Był sześciokrotnie nominowany do nagrody Nika dla najlepszego rosyjskiego dokumentu roku. Zdobył ją za film Środa (1997), w którym w swoje trzydzieste urodziny poszukiwał stu innych mieszkańców rodzinnego Petersburga urodzonych dokładnie tego samego dnia, w środę 19 lipca 1961 roku.
Trzy z jego filmów zdobyły nominację do Europejskiej Nagrody Filmowej dla najlepszego filmu dokumentalnego. Były to: Ciszej! (2003), w którym reżyser ukazywał obchody trzechsetlecia miasta Petersburga przez pryzmat całorocznej obserwacji swojej ulicy; Niech żyją antypody! (2011) o miejscach położonych dokładnie po przeciwnej stronie naszej planety; Gunda (2020), opis życia tytułowej świni żyjącej w wiejskiej zagrodzie.